# Conferència de Messina
La Conferència de Messina fou una trobada dels ministres d'afers exteriors dels sis estats membres de la Comunitat Europea del Carbó i de l'Acer (CECA) que se celebrà entre l'1 i el 3 de juny del 1955 a la ciutat italiana de Messina (Sicília). La conferència acabà conduint a la creació de la Comunitat Econòmica Europea (CEE) tres anys més tard. Les delegacions dels sis països participants foren encapçalades per Johan Willem Beyen (Països Baixos), Gaetano Martino (Itàlia), Antoine Pinay (França), Walter Hallstein (RFA), Paul-Henri Spaak (Bèlgica) i Joseph Bech (Luxemburg), que presidí la reunió.
Els ministres d'afers exteriors de la CECA s'havien de trobar per nomenar un membre de l'Alta Autoritat de la CECA, així com un nou president i nous vicepresidents pel període fins al 10 de febrer del 1957. La conferència se celebrà a Messina (i, en part, a Taormina) a petició del ministre d'afers exteriors d'Itàlia, Gaetano Martino, que havia de quedar-se a Sicília per les eleccions a l'Assemblea Regional de l'illa. Els ministres participants elegiren René Mayer com a successor de Jean Monnet a la presidència de l'Alta Autoritat, a més d'estendre el mandat del belga Albert Coppé i l'alemany Franz Etzel com a vicepresidents del Col·legi.
Un altre punt de l'ordre del dia fou l'avaluació d'un programa d'accions per impulsar la integració europea. El projecte de crear una Comunitat Política Europea i una Comunitat Europea de Defensa que substituís les forces armades dels estats membres s'havia esfondrat a l'agost del 1954, quan França rebutjà el tractat. Així doncs, els països de la CECA estudiaren la possibilitat de crear una unió duanera, que es discutí a Messina. La resolució final de la conferència, amb una forta influència dels tres estats del Benelux, posà els fonaments de la següent fase de la integració europea. Al Memoràndum del Benelux, els tres països proposaren rellançar la integració europea a partir d'un mercat comú i la integració dels sectors del transport i l'energia.